# 小竹山岛
小竹山岛，位于中华人民共和国华东地区山东半岛以北的渤海海峡中部海域，是庙岛群岛（长山列岛）中部岛群中的一座岛屿。小竹山岛原属山东省长岛县管辖，2020年长岛县与蓬莱市合并成立了烟台市蓬莱区，现小竹山岛属于烟台市蓬莱区管辖，无常住居民。

## 地理
小竹山岛岛形似长方形，南北走向，长约800米，宽约400米。面积0.2735平方千米，海岸线长约2.34千米。最高点位于岛中部，海拔97.3米。